# Маунт-Зайон (Іллінойс)
Маунт-Зайон (англ. Mount Zion) — селище (англ. village) в США, в окрузі Мейкон штату Іллінойс. Населення — 6019 осіб (2020).

## Географія
Маунт-Зайон розташований за координатами 39°46′47″ пн. ш. 88°53′7″ зх. д. / 39.77972° пн. ш. 88.88528° зх. д. (39.779669, -88.885151).  За даними Бюро перепису населення США в 2010 році селище мало площу 10,88 км², з яких 10,87 км² — суходіл та 0,01 км² — водойми.

## Демографія
Згідно з переписом 2010 року, у селищі мешкали 5833 особи в 2204 домогосподарствах у складі 1694 родин. Густота населення становила 536 осіб/км².  Було 2324 помешкання (214/км²).
Расовий склад населення:
| - 96,5 % — білих - 1,1 % — азіатів - 0,7 % — чорних або афроамериканців - 0,1 % — корінних американців |

До двох чи більше рас належало 1,3 %. Частка іспаномовних становила 1,4 % від усіх жителів.
За віковим діапазоном населення розподілялося таким чином: 28,3 % — особи молодші 18 років, 58,7 % — особи у віці 18—64 років, 13,0 % — особи у віці 65 років та старші. Медіана віку мешканця становила 37,9 року. На 100 осіб жіночої статі у селищі припадало 91,8 чоловіків;  на 100 жінок у віці від 18 років та старших — 88,9 чоловіків також старших 18 років.
Середній дохід на одне домашнє господарство  становив 101 203 долари США (медіана — 70 000), а середній дохід на одну сім'ю — 124 067 доларів (медіана — 92 868). За межею бідності перебувало 3,9 % осіб, у тому числі 1,3 % дітей у віці до 18 років та 1,4 % осіб у віці 65 років та старших.
Цивільне працевлаштоване населення становило 2901 осіб. Основні галузі зайнятості: освіта, охорона здоров'я та соціальна допомога — 25,7 %, виробництво — 24,3 %, роздрібна торгівля — 9,4 %, мистецтво, розваги та відпочинок — 7,4 %.